# Закиян, Семён Георгиевич
Семён Георгиевич Закиян (18 октября 1899, Керкендж, Бакинская губерния — 2 апреля 1942, Керченский полуостров, Крымская АССР) — советский военачальник, полковник, командир дивизий, участник Гражданской войны в России и Второй мировой войны.  

## Биография
Родился в 1899 году в селе Керкендж Шемахинского района Бакинской губернии Российской Империи, армянин. 
В 1918 году в Баку сражался с мусаватистами. В 1921 году против дашкаков на Зангезурском фронте. Член ВКП(б) с 1924 года.
В 1934 году окончил Военную академию им. Фрунзе в Москве, в 1936 году присвоено звание майор.
В период с 29.04.1938 по 25.09.1941 года командир 251-го горно-стрелкового полка. Участвовал в Иранской операции. В период с 01.09.1941 по 31.12.1941 командир 63-й горно-стрелковой дивизии. В период с 15.12.1941 г. по 09.02.1942 г. был командиром 89-й Армянской стрелковой дивизии. С марта 1942 года был командиром 390-й Армянской стрелковой дивизии.
31 марта 1942 года был смертельно ранен на Керченском полуострове. Умер от ран 2 апреля 1942 года. 
Посмертно награждён 25 октября 1943 года орденом Ленина. 

## Память

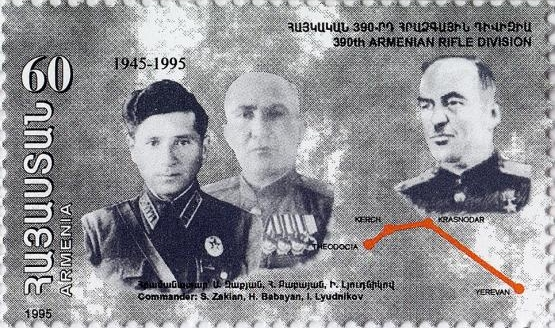
Марка 390-я стрелковая дивизия

Похоронен в Ереване в парке им. Кирова. В Ереване именем Семена Закяна названа улица.
Почта Армении выпустила в 1995 году памятную марку в честь 390-й Армянской стрелковой дивизии. На ней С. Г. Закиян изображён слева.

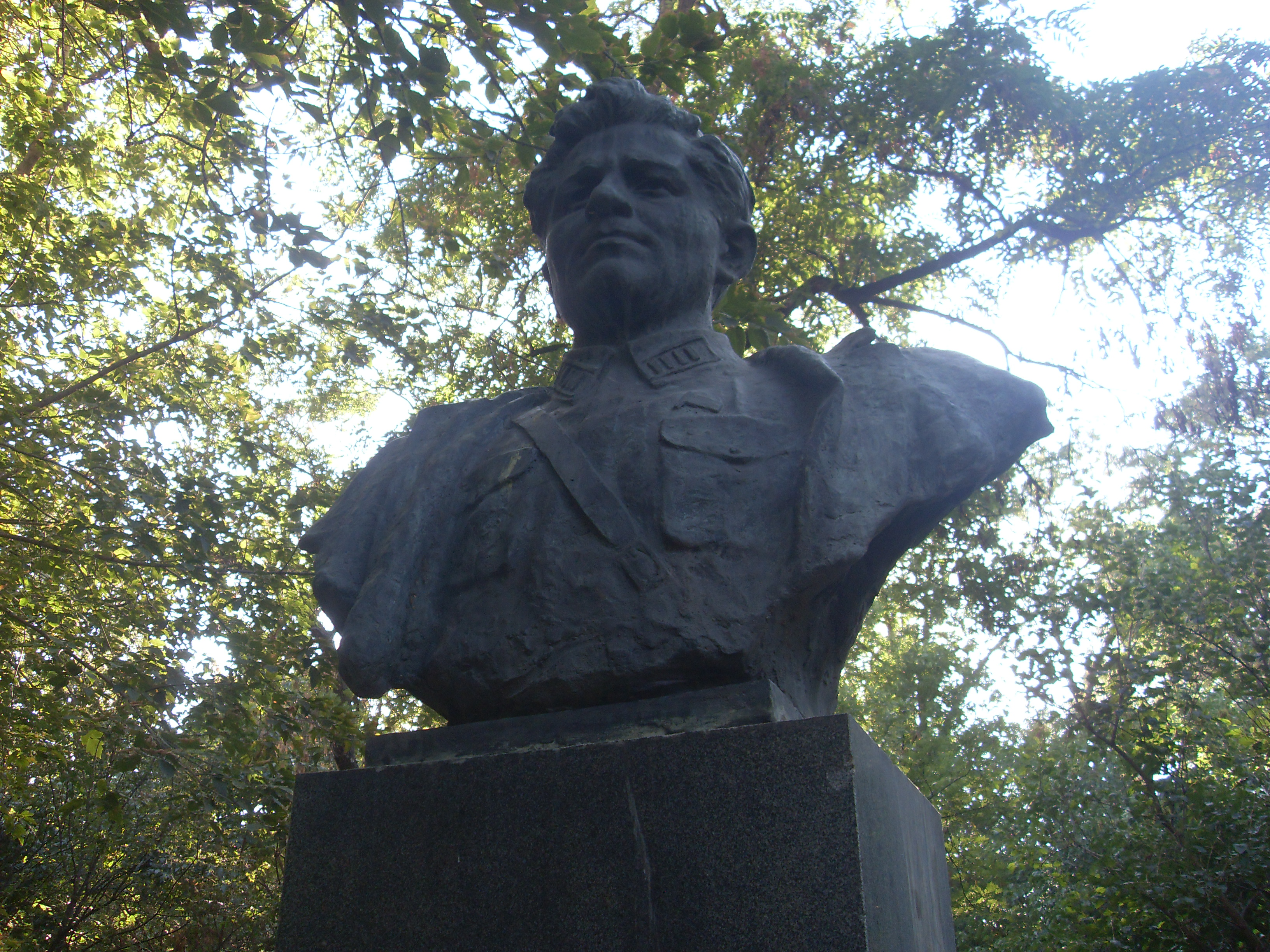
Бюст на могиле полковника Закияна